# Eudarcia daghestanica
Eudarcia daghestanica is een vlinder uit de familie van de Meessiidae. Deze soort is voor het eerst wetenschappelijk beschreven als Meessia daghestanica door Aleksej Konstantinovitsj Zagoeljaev in een publicatie uit 1993.
De soort komt voor in Zuidwest-Rusland.